# Četverac s kormilarom
Četverac s kormilarom (4+) je čamac za natjecateljsko veslanje na mirnim vodama čiju posadu čine četiri rimen veslača (dva desna i dva lijeva), i kormilar. Kormilar je najčešće smješten u ležećem položaju u pramcu odmah iza leđa veslača na broju 1 i gleda u smjeru plovidbe. U nekim čamcima smješten je u sjedećem položaju na suprotnom kraju, licem okrenutim prema štrokeru. U ležećem položaju manji je otpor vjetra i težina bolje raspoređena. U oba položaja kormilar upravlja čamcem putem ručice koja je sajlama povezana s kormilom. Kormilo se (kod svih čamaca) nalazi na štrokerovom kraju čamca uz kobilicu ili kod samog vrha. Duljina suvremenog četverca s kormilarom za elitno veslanje obično je oko 12 do 13,5 m, a masa 52 kg. Građen je od kompozitnih materijala. Stariji čamci građeni su od drveta i osjetno su teži.
Oznaka za četverac s kormilarom je "4+", pri čemu broj 4 označava ukupan broj veslača u čamcu, a plus označava da u čamcu postoji kormilar kao dodatni član posade. U hrvatskom veslačkom žargonu koristi se skraćeni izraz "četverac sa". Izraz "četverac" sam po sebi može se odnositi na sve discipline s četiri veslača.
S obzirom na osobine svakog pojedinog veslača, mogući su različiti rasporedi tzv. desnih i lijevih veslača. Uobičajen raspored od veslača na poziciji 4 (štroker) prema veslaču na poziciji 1 je D,L,D,L. Međutim moguće je i da veslači u sredini čamca budu lijevo, a štroker i jedinica desno (D,L,L,D). U oba slučaja moguće su i zrcalno suprotne varijante, kada je štroker lijevo. Da bi se mijenjali navedeni rasporedi u čamcu, potrebno je skinuti postojeći izbočnik (na kojem se nalazi ušica kroz koju veslo prolazi), i postaviti drugi na suprotnu stranu. S obzirom na nepraktičnost učestalog mijenjanja, tome se pribjegava najčešće u elitnom veslanju kada posada ima svoj čamac kojeg drugi ne koriste, pa ga prilagođava svojim potrebama, i kada takve nijanse mogu utjecati na rezultat utrke.
Četverac s kormilarom više nije dio olimpijskog programa.